# 華夏健康產業
華夏健康產業集團有限公司，簡稱華夏健康產業集團和華夏健康產業集團（英語：CHINA HEALTHCARE ENTERPRISE GROUP LIMITED，港交所：1143），當時1989年由鄭衡嶽（前主席及首席執行官）創立名為「中慧有限公司」的，其後在1992年才在廣州成立「廣州中慧電子有限公司」來開始營運。
前身為「中慧國際控股有限公司」，主席為龔少祥。
業務在全球研究和開發各種有線和無線中小型商務電話，總部位於中國廣東省廣州市白雲區竹料鎮第一工業區廣從商業北街15號（郵政編碼 : 510545），以及香港新界沙田香港科學園科技大道西2號生物資訊中心6樓609-610室。
該股份在2011年1月27日於港交所主板上市，招股價為1.35港元，配售發行為1億股，集資額為1.35億港元。

## 收購項目
2011年11月，就是上市不足1年，以2,000,000美元（15,560,000港元）收購美國GAEMS, Inc.全數股權，因而獲得通過。再在2012年9月，以15,000,000港元收購Fargo Telecom Asia Limited、Maestro Wireless Solutions Limited
及Smart Gears Limited全數股權，2012年10月3日起通過。

## 連結
- TelefieldGroup.com.hk
- chinahealthcare.com.hk